# Лопатин, Николай Яковлевич

Могила Н. Я. Лопатина на Троекуровском кладбище Москвы.

Никола́й Я́ковлевич Лопа́тин (30 июля 1931, дер. Крыловская, Кировской области — 13 марта 1992, Москва) — советский военачальник, генерал-майор Ракетных войск стратегического назначения, начальник Полигона Капустин Яр (1981—1983), Герой Социалистического Труда (1983).

## Биография
Родился 30 июля 1931 года в деревне Крыловская ( ликвидирована в 2006 г. ) Яхреньгского сельского совета Подосиновского района в семье колхозников.
В Вооружённых Силах СССР с декабря 1951 года.
В 1953 году окончил 1-е Ленинградское артиллерийское училище имени Красного Октября. С декабря 1953 года проходил службу в 89-й гаубичной артиллерийской бригаде 12-й артиллерийской дивизии прорыва командиром взвода разведки, а затем командиром взвода управления батареи.
С октября 1955 года командир взвода курсантов Рязанского артиллерийского училища.
С 1959 года — член КПСС.
С июня 1960 года в РВСН — командир группы ракетного полка.
Июнь 1967 года — заместитель командира полка по боевому управлению.
В 1969 году заочно окончил Ростовское высшее командно-инженерное училище имени Главного маршала артиллерии М. И. Неделина (2-й факультет); с августа 1969 года — командир ракетного полка.
С апреля 1972 года заместитель командира дивизии, с декабря 1974 года — командир 60-й Таманской ракетной дивизии (Саратовская область), которая Указом Президиума Верховного Совета СССР от 21 февраля 1978 года за достигнутые успехи в боевой и политической подготовке, освоение новой боевой техники и в связи с 60-летием СА и ВМФ была награждена орденом Октябрьской революции.
С сентября 1981 года начальник 4-го Государственного Центрального полигона (Капустин Яр) МО СССР.
Указом Президиума Верховного Совета СССР от 18 августа 1983 года, за большой вклад в создание и испытание новых образцов ракетной техники начальнику полигона генерал-майору Лопатину Н. Я. присвоено звание Героя Социалистического Труда.
В ноябре 1983 года назначен заместителем начальника Главного управления комплектования оборудованием и автоматикой объектов РВСН. В июне 1989 году уволен в запас в звании генерал-майора.
Жил  в  г. Москве. Скончался 13 марта 1992 года, похоронен на Троекуровском кладбище.

## Награды
- Медаль «Серп и Молот» (18 августа 1983 г.)
- Орден Ленина (18 августа 1983 г.)
- Орден Октябрьской Революции ( 1978 г. )
- Орден Трудового Красного Знамени  ( 1973 г.)
- 12 медалей, в том числе медаль  « За боевые заслуги »

## Комментарии
1. ↑  Деревня Крыловская (с 1941 — в составе того же района Кировской области[2]) в 1980-е годы включена в черту села Яхреньга[3].